# World of Warships
World of Warships (с англ. — «Мир военных кораблей»; с 16 августа 2011 года по 2 августа 2012 года — World of Battleships) — компьютерная, клиентская массовая многопользовательская онлайн-игра в реальном времени в жанре аркадного симулятора морских сражений на кораблях, в том числе Arpeggio of Blue Steel, High School Fleet и других, анонсированная 16 августа 2011 года издателем и разработчиком онлайн-игр кипрской компанией Wargaming.net, и вышедшая в релиз 17 сентября 2015 года.
Первоначально игра вышла для Microsoft Windows, с 2016 года доступен запуск на MacOS через Mac Wrapper от компании CodeWeavers.
В 2018 году вышла игра World of Warships Blitz для iOS и Android, использующая схожие механики и модели кораблей, но являющаяся отдельной игрой, специально разработанной для мобильных устройств.
В 2019 году состоялся выпуск World of Warships: Legends для PlayStation 4 и Xbox One. Эта игра была разработана с нуля специально для консолей. В игровом плане она отличается от оригинала управлением, меньшим размером карт и количеством уровней техники, а также другими менее значительными деталями и, в целом, более быстрым игровым прогрессом.

## Игровой процесс
World of Warships — тактический шутер с тремя основными типами вооружения: корабельными орудиями, торпедами и палубной авиацией. Геймплей основан на командной игре. Игрокам команды можно объединяться в отряды до или во время матча (боя). Команда игрока может сражаться против других игроков (PvP) или против ботов (PvE). Победа команды в матче достигается по системе очков.
Военные корабли, представленные в игре, охватывают периоды с начала 20-го века, на заре дредноутов, до военных кораблей с 1950-х годов, в том числе не существовавших в реальности. Игроку доступны пять основных классов кораблей: подводные лодки, эсминцы, крейсеры, линкоры и авианосцы.
В игре представлены военно-морские силы крупных стран, включая ВМФ СССР, ВМС США и Великобритании, Императорский флот Японии, Императорские военно-морские силы и Кригсмарине Германии, а также флоты Италии и Франции. Другие небольшие европейские военно-морские силы также представлены, наряду с кораблями из различных стран восточной и юго-восточной Азии, Центральной и Южной Америки.
Корабли разделены на нации и представлены в виде «дерева развития» с «ветками» разных классов, которые разделены на уровни — с 1-го по 10-й, а также 11-й уровень, представленный «суперкораблями». Основной игровой прогресс происходит через последовательное исследование новых кораблей и их модернизацию, однако отдельные корабли можно приобрести за игровую валюту или ресурсы без предварительного изучения.
Каждый корабль имеет ряд модулей, которые могут быть изучены с использованием опыта, полученного по итогам матчей. Этот опыт используется для разблокировки модулей, и после исследования ключевых модулей корабля игрок может открыть следующий корабль. Предыдущий корабль, если он будет полностью модернизирован, получит статус «Элитный», дающий экономические преимущества. Игроки также могут развивать командиров кораблей, изучая навыки, а также устанавливать на корабль модернизации, снаряжение, камуфляж и флажные сигналы.
Игра предлагает боевые задачи, кампании и коллекции в качестве дополнительных целей и способа получения наград и ресурсов. Эти системы также дают возможность создания повествования внутри или за пределами военных или исторических жанров. В игре проводятся специальные мероприятия к выходу новых веток в дереве развития, а также сезонные — к Хэллоуину, первому апреля и другим праздникам. Дополнительной целью «праздничных режимов» является тестирование новых игровых механик и режимов.
Сражения происходят на случайно выбранных картах, каждая из которых представляет определённое место с различными географическими особенностями, главным образом на основе мест исторических морских сражений. Большая часть карт имеет статичную погоду, однако на некоторых присутствуют различные погодные эффекты, которые влияют на видимость, чтобы сделать сражения более разнообразными. Кроме того, некоторые карты уникальны для определённого режима игры, например, PvE операций, основанных на исторических событиях, таких как эвакуация Дюнкерка. К началу 2020 года в игре было доступно более 30 карт.
В дополнение к обычным боям, доступны сезонные рейтинговые и клановые режимы.

### Нации
На момент релиза игры были доступны деревья развития кораблей США и Японии, с наличием отдельных кораблей Российской Империи/СССР, Великобритании и Германии. Позднее стали доступны деревья и отдельные ветки развития Великобритании, Германии, Италии, Пан-Азии, СССР, Франции, Европы, Нидерландов, Пан-Америки и Испании. Кроме того, в качестве премиумных кораблей доступны польский эсминец Błyskawica, австро-венгерский линкор Viribus Unitis и голландский эсминец Friesland в составе Европы, аргентинский крейсер Nueve de Julio в составе Пан-Америки, а также австралийские крейсер Perth и эсминец Vampire и канадский эсминец Haida в составе Содружества наций.

### Техника

#### Классы кораблей
В ветках развития присутствуют подводные лодки, эсминцы, крейсеры, линкоры и авианосцы. При этом представлены как реально построенные корабли, так и нереализованные проекты.
- Линкоры — самые живучие корабли в игре. Оснащены самыми крупными орудиями главного калибра (для своего уровня) и обладают максимальной, по игровым меркам, толщиной брони, также в большинстве своём имеют мощную универсальную артиллерию. Однако линкоры тихоходны и неповоротливы, из-за чего уязвимы для торпедных атак. В игре представлены ветки прокачки линейных кораблей Германии, Великобритании, Франции, СССР, США, Японии и Италии.
- Крейсеры — самый универсальный и многочисленный класс боевых кораблей в игре. Представлены как лёгкие и тяжёлые крейсеры, так и более специализированные — линейные и ПВО. Как правило имеют сопоставимую с линкорами огневую мощь, но более высокую скорость и меньшую живучесть. В игре есть ветки крейсеров Великобритании, Германии, Италии, Франции, СССР, США, Японии, Пан-Азии, Нидерландов, Пан-Америки и Испании.
- Эсминцы — самый быстрый и манёвренный класс кораблей. Лёгкая броня обеспечивает отличные ходовые характеристики, а торпедное вооружение позволяет успешно атаковать корабли других классов. Большая часть эсминцев оснащена дымовыми завесами, которые позволяют им скрываться от соперников и прятать союзные корабли. Малая заметность позволяет этому классу совершать атаки, оставаясь вне поля зрения соперников. Ветки прокачки эсминцев имеют Великобритания, Германия, Европа, Пан-Азия, Франция, СССР, США, Япония и Италия.
- Подводные лодки — скрытные и осторожные охотники без брони и с очень малым количеством «боеспособности», способные погружаться под воду и совершать оттуда атаки. Их фирменным вооружением являются торпеды с акустическим наведением. В игре есть ветки подлодок США, Германии, Великобритании и СССР.
- Авианосцы — корабли особого класса, их главная задача — разведывать цели и наносить удары с помощью штурмовиков, торпедоносцев и бомбардировщиков. Также имеют истребители (в виде снаряжения), которые предназначены для защиты от вражеских эскадрилий. В версии 0.8.0 игровой процесс класса был кардинально изменён — игроки получили прямое управление эскадрильями. Сами по себе авианосцы зачастую неповоротливы, уязвимы и почти не имеют артиллерийского вооружения, однако довольно живучие из-за высокого количества «боеспособности» и благодаря палубной авиации данный класс кораблей может успешно вести разведку и атаковать противников на разных участках карты.

Корабли, доступные игроку для развития, как правило носят название головного корабля серии, могут включать варианты конфигураций вооружения различных кораблей типа в различные моменты времени. Премиум корабли олицетворяют конкретный корабль в определённый момент времени.
В игре, помимо обычных кораблей, присутствуют недостроенные корабли, не получившие имени, в том числе исключительно проектные. В таком случае им даётся название в соответствии с имеющимися на момент создания проекта традициями именования.

### Типы сражений
В игре World of Warships существует несколько типов сражений:
- Кооперативный бой — относится к PvE боям (игроки против ботов) — пользователи в количестве до 9 человек ведут бой с отрядом кораблей аналогичного размера и состава (по уровню и классам) под управлением ботов. При этом если игроков не хватает, в команду к ним добавляются корабли под управлением компьютеров игры. Доступен после 1 боя на аккаунте.
- Случайный бой — основные бои игры. В сражении участвуют две команды из 12 игроков в каждой (хотя возможно и меньшее число), подобранные в команду случайным образом. Команды, уровни, и баланс кораблей определяет алгоритм-балансировщик. Доступны после 3 боёв на аккаунте.
- Операции — особый тип боя против ботов (PvE), в ходе которого необходимо выполнять специальные задачи (защитить базу, конвой и пр.), а не только уничтожать противников. Могут проводиться как в стандартном виде[18], с обычными кораблями, так в праздничном[19] — тогда могут быть использованы специальные карты или корабли. Необходимо выполнить основную задачу, но доступны и дополнительные задачи, за которые можно получить различное вознаграждение: свободный опыт, флажные сигналы, камуфляжи и пр.
- Ранговый бой — особый сезонный тип командного боя. В рамках сезона устанавливаются ограничения на размер и состав команды. Игроки начинают сезон с низких рангов, и для продвижения вверх требуется накапливать звёзды, которые игрок получает за победы и теряет при поражениях или ничьих. С повышением ранга конкуренция естественным образом возрастает. За каждый новый ранг игрок получает награды. К ранговым боям допускаются игроки с определённым количеством боёв и кораблями, соответствующими требованиям сезона. Из ранговых боёв можно выделить ранговый спринт — главное его отличие заключается в возможности участвовать в составе отряда. Доступны после 130 боёв на аккаунте[20].
- Ранговый спринт — разновидность ранговых боёв с меньшим числом рангов и продолжительностью сезона. В некоторых сезонах к участию в боях допускаются отряды. Доступны после 130 боёв на аккаунте.[21]
- Клановый бой — особый сезонный тип боя, в котором команда игроков одного клана сражается против команды другого клана в формате 7×7 (иногда — 6×6 или 8×8) на кораблях X уровня (в редких случаях — других уровней). За победы в клановых боях кланы получают очки рейтинга для продвижения по лигам. Чем выше лига, тем серьёзнее соперники и больше награды. К клановым боям допускаются игроки, имеющие 200 или более боёв.[22]
- Клановый блиц — разновидность клановых боёв, проходит в течение одного дня. В зачёт идут только победы. Уровень кораблей зависит от сезона.[23]
- Тренировочная комната — специальный тип боя, позволяющий отточить навыки с ботами или с реальными игроками, не тратя и не получая при этом, игровых ресурсов. Также именно в тренировочной комнате проводятся бои в рамках турниров. Данный тип боя доступен для игроков, имеющих более 200 боёв[24].

## Выпуск
16 августа 2011 года компания Wargaming.net анонсировала новую игру в жанре, схожем с жанром World of Tanks — World of Battleships. В анонсе игры также упоминались другие проекты Wargaming.net, и заявлялось, что они будут объединены в серию «World of» и будут иметь общую систему платежей. На данный момент только премиум-аккаунт объединён с другими играми серии. 17 сентября 2015 года состоялся выход игры в релиз.
По состоянию на декабрь 2015 численность одновременно играющих аккаунтов на китайском сервере по заявлениям разработчиков превысила 120 тысяч единиц (не путать с игроками, так как каждый игрок может иметь по несколько аккаунтов).
15 ноября 2017 года World of Warships появилась в бесплатном доступе на платформе Steam и Microsoft Store.
По итогам 2018 года World of Warships заняла 6 место по выручке среди всех онлайн-игр в России и 4 место среди PC-игр.
По данным SuperData в январе 2019 года игра занимала восьмое место по аудитории и выручке на рынке СНГ среди всех онлайн-игр.
Согласно данным из открытых источников, в январе 2020 года месячная аудитория игры составила 1 121 906 включённых аккаунтов.
World of Warships регулярно занимает первую строчку по показателю ARPU в мире.
Количество одновременно включённых аккаунтов на платформе Steam в феврале 2020 года достигло 18 531 единиц.
К началу 2020 года в игре насчитывалось более 350 кораблей.

## Рецензии и награды
| Сводный рейтинг       | Сводный рейтинг |
| Агрегатор             | Оценка          |
| --------------------- | --------------- |
| GameRankings          | 80,93 %         |
| Metacritic            | 81/100          |
| Иноязычные издания    |                 |
| Издание               | Оценка          |
| GameSpot              | 8/10            |
| GameStar              | 79/100          |
| IGN                   | 8,3/10          |
| PC Gamer (US)         | 80/100          |
| WorthPlaying          | 9,2/10          |
| Русскоязычные издания |                 |
| Издание               | Оценка          |
| «Игромания»           | 8,0/10          |

World of Warships имеет оценку 6,0/10 на основе 393 отзывов игроков на агрегаторе Metacritic, что является средней оценкой игры.
Редакция IGN оценила игру в 8,3 балла из 10.. GameSpot поставил игре 8 из 10..

### Награды
| Год  | Награда                        | Категория                          | Результат | Ссылка |
| ---- | ------------------------------ | ---------------------------------- | --------- | ------ |
| 2014 | MMORPG.com PAX Prime Awards    | Rising Star                        | Победа    | [ 49 ] |
| 2014 | MMOGAMES.com PAX Prome Awards  | Best in Show                       | Победа    | [ 50 ] |
| 2014 | 4Gamer.net Rookie Silver       | Excellence Award                   | Победа    | [ 51 ] |
| 2014 | Gamescom Award                 | Best Simulation Game of the Year   | Номинация | [ 52 ] |
| 2014 | PAX Curse Award                | Best Graphics of the Year          | Победа    | [ 53 ] |
| 2014 | ИгроМир GoHa.RU Awards         | Открытие выставки                  | Победа    | [ 54 ] |
| 2014 | GameGuru Awards «Игромир 2014» | Лучший тактический онлайн-экшн     | Победа    | [ 55 ] |
| 2015 | Global Game Awards             | Best Free-to-Play Game of the Year | Номинация | [ 56 ] |
| 2016 | BAFTA                          | Best Multiplayer Game of the Year  | Номинация | [ 57 ] |
| 2016 | Golden Joystick Awards         | Best PC Game of the Year           | Номинация | [ 58 ] |
| 2016 | Golden Joystick Awards         | Multiplayer Game of the Year       | Номинация | [ 58 ] |

26 марта 2018 года видеокоманда World of Warships за фильм «Морские крепости. Форт Кроншлот» была удостоена специальной награды от Министерства Обороны Российской Федерации в номинации «Произведение аудиовизуальных искусств».
В декабре 2019 года за финансовые успехи World of Warships, Малик Хатажаев, руководитель Lesta Studio, был отмечен наградой регионального СМИ «РБК-Петербург» (не путать с федеральным СМИ «РБК»).
Летом 2018 года, благодаря уязвимости в защите Steam Web API, стало известно, что точное количество пользователей сервиса Steam, которые играли в игру хотя бы один раз, составляет 1 015 572 человека.

## Коллаборации

### Arpeggio of Blue Steel
В рамках выставки Tokyo Game Show 2015 была анонсирована коллаборация World of Warships и Arpeggio of Blue Steel. Порт «Йокоска», корабли, командиры, флаг, особая озвучка и визуальные эффекты, а также боевые задачи появились в игре в обновлении 0.5.2 в декабре 2015. Весь контент оставался в игре и после окончания активного сотрудничества в 2016 году.
31 января 2020 года в обновлении 0.9.0 начался новый этап сотрудничества, включающий новые миссии и камуфляж. Все корабли Arpeggio получили статус «премиум», дающий увеличенный заработок опыта и кредитов по итогам боя.

### High School Fleet
15 сентября 2016 года было объявлено о начале сотрудничества Wargaming с компанией Aniplex, выпускающей аниме сериал High School Fleet. В обновлении 0.6.6, вышедшем 7 июня 2017, в игру были добавлены корабли HSF Harekaze и HSF Admiral Graf Spee. Позже в игре появились тематические порт, камуфляж, командиры, коллекция, флаги и озвучка.

### «Дюнкерк»
В июне 2017 года компания Wargaming объявила о партнёрстве с Warner Bros. Entertainment в серии мероприятий в память о Дюнкеркской операции к выходу фильма «Дюнкерк». В обновлении 0.6.8 в игре появилась особая операция, порт, боевые задачи и специальная коллекция, созданные по мотивам исторических событий.

### Макото Кобаяси
21 сентября на выставке Tokyo Game Show 2017 было объявлено о начале сотрудничества World of Warships с известным японским художником и дизайнером Макото Кобаяси, специализирующимся на жанре меха.
В рамках коллаборации в игре появился особый камуфляж для кораблей Kii, Ashitaka, Roma и Yamato, отличающийся характерным геометрическим узором и незначительно меняющий модели кораблей.

### Azur Lane
1 апреля 2018 года в официальном японском Twitter-канале была опубликована шутка, в которой читатели разглядели намёк на анонс сотрудничества с Azure Lane. На следующий день разработчики подтвердили догадки пользователей. Подробности сотрудничества были раскрыты 21 апреля: в рамках первого этапа сотрудничества в World of Warships планировалось добавление популярных героинь Azur Lane в роли командиров корабля и новых камуфляжей для судов. Одновременно было анонсировано добавление в игру Azure Lane новых персонажей, созданных по мотивам кораблей Saint Louis, Monarch, Neptune, Roon, Ibuki и Izumo из World of Warships.
В обновлении 0.7.5, вышедшем 30 мая 2018, в игру были добавлены командиры Аврора, Belfast, Cleveland, Enterprise, Admiral Hipper, Hood и Nelson с уникальной озвучкой, три памятных флага и расходуемый камуфляж.
24 апреля вышло обновление 0.8.3, в котором были добавлены: новый порт, ещё 9 командиров с уникальной озвучкой (Neptune, Prinz Eugen, Dunkerque, Atago, Azuma, Montpelier, Yukikaze и Kaga), корабли Montpelier и Yukikaze со специальным камуфляжем, и новая тематическая коллекция.

### Бесконечное лето
В августе 2024 года вышла коллаборация с новеллой «Бесконечное лето», где главными наградами стали командиры из новеллы, а также корабль «Мика».

## Благотворительность

### The Battleship Texas Foundation
1 ноября 2017 команда World of Warships организовала сбор средств в фонд восстановления линкора USS Texas. В продажу были выпущены особые наборы, вся прибыль от продажи которых была переведена в фонд восстановления USS Texas. Кроме этого, игровой линкор Texas был добавлен в реферальную программу в качестве наград для новичков, пришедших по бесплатным приглашениям от активных игроков, а за каждый полученный новыми игроками Texas, компания Wargaming переводит $25 в фонд. По данным на 1 декабря 2019 года, в рамках акции было собрано более $280 000.

### Спасение USS Batfish
16 ноября 2019 года Wargaming присоединилась к инициативе музея Маскоги, Оклахома, по спасению подводной лодки USS Batfish (SS-310) с целью помочь музею собрать $150 000, необходимые для ремонта. Для сбора средств был организован благотворительный стрим на Twitch, а в продажу выпущены уникальные нашивки, 100 % выручки от которых направляется на восстановление USS Batfish. В рамках этой инициативы удалось собрать $45 000.

### Save the Children
14 декабря 2019 Wargaming анонсировала благотворительный 24-часовой стрим совместно с Save the Children c целью собрать $25 000. Всем зрителям стрима и тем, кто поддержал сбор средств, вручались подарки. В итоге удалось собрать $41 702.03.

### Рекорд России в Дудинке
6 сентября 2017 года жители Дудинки установили рекорд России по самому массовому исполнению песни за Полярным кругом. В рамках празднование 350-летия города 5 556 жителей вместе исполнили его неофициальный гимн «В синих южных морях…». Основную часть средств для организации мероприятия внесли игроки World of Warships при поддержке разработчиков.
В августе к разработчикам World of Warships обратился один из игроков с просьбой помочь со сбором средств на реализацию проекта по установлению рекорда России по самому массовому исполнению песни за Полярным кругом. В своём обращении молодой человек отметил, что среди геймеров много «любителей кораблей и моря», людей с уважением относящихся к работникам Дудинского морского порта, которому в 2017 году исполнилось 80 лет. Видео распространилось по социальным сетям, и 1 сентября разработчики ввели специальные игровые наборы, все средства от продажи которых представители компании перевели в счёт дудинского проекта, что позволило собрать необходимую для проведения мероприятия сумму (253 тысяч рублей).